# Geoff Davis
Geoffrey „Geoff” Davis (ur. 26 października 1968) – amerykański polityk, członek Partii Republikańskiej. W latach 2005–2012 był przedstawicielem czwartego okręgu wyborczego w stanie Kentucky w Izbie Reprezentantów Stanów Zjednoczonych.